# Nadseja Marynenka
Nadseja Marynenka (belarussisch Надзея Марыненка, engl. Transkription Nadzeya Marynenka, russisch Надежда Борисовна Мариненко – Nadeschda Marinenko – Nadezhda Marinenko; * 23. Februar 1951 in Karanjouka, Homelskaja Woblasz) ist eine ehemalige belarussische Hochspringerin, die für die Sowjetunion startete.
Bei den Olympischen Spielen 1976 in Montreal schied sie in der Qualifikation aus.
1977 wurde sie Fünfte beim Leichtathletik-Weltcup in Düsseldorf und 1978 Siebte bei den Leichtathletik-Halleneuropameisterschaften in Mailand.
1978 wurde sie Sowjetische Hallenmeisterin.

## Persönliche Bestleistungen
- Hochsprung: 1,88 m, 24. Juni 1976, Kiew
  - Halle: 1,90 m, 3. März 1978, Moskau